# Bahrain Football Association
Bahrajński Związek Piłki Nożnej (ang.: Bahrain Football Association, arab.: الاتحاد البحريني لكرة القدم) – ogólnokrajowy związek sportowy, działający na terenie Bahrajnu, będący jedynym prawnym reprezentantem bahrajńskiej piłki nożnej, zarówno mężczyzn, jak i kobiet, we wszystkich kategoriach wiekowych w kraju i za granicą. 

## Historia
Związek został założony w 1957 roku. W 1968 przystąpił do FIFA, a 15 sierpnia 1970 do AFC. Od 1974 jest członkiem UAFA, a od 2010 należy do WAFF.
Związek prowadzi kadry w piłce nożnej, piłce nożnej plażowej oraz futsalu mężczyzn, a od 2003 także piłce nożnej kobiet.

## Organizacja
| Stanowisko            | Nazwisko                             |
| --------------------- | ------------------------------------ |
| Prezydent             | Ali ibn Chalifa ibn Ahmad Al Chalifa |
| Wiceprezydent         | Chalifa ibn Ali Al Chalifa           |
| Sekretarz generalny   | Raszid az-Zubi                       |
| Trener kadry mężczyzn | Hélio Sousa                          |
| Trener kadry kobiet   | Chalid al-Harban                     |